# Łosiny (gmina Cekcyn)
Łosiny – osada w Polsce położona w województwie kujawsko-pomorskim, w powiecie tucholskim, w gminie Cekcyn.
W latach 1975–1998 miejscowość należała administracyjnie do województwa bydgoskiego. Według Narodowego Spisu Powszechnego (III 2011 r.) liczyła 178 mieszkańców. Jest czternastą co do wielkości miejscowością gminy Cekcyn.